# Młodzieżowe Mistrzostwa Polski Par Klubowych na Żużlu 1999
Młodzieżowe Mistrzostwa Polski Par Klubowych na Żużlu 1999 – zawody żużlowe, mające na celu wyłonienie medalistów młodzieżowych mistrzostw Polski par klubowych w sezonie 1999. Rozegrano trzy turnieje eliminacyjne oraz finał, w którym zwyciężyli żużlowcy Iskry Ostrów Wielkopolski.

## Finał
- Ostrów Wielkopolski, 3 września 1999
- Sędzia: Józef Piekarski

| Miejsce | Kluby                 | Suma | Zawodnicy                                              | Punkty                                          |
| ------- | --------------------- | ---- | ------------------------------------------------------ | ----------------------------------------------- |
| złoto   | Iskra Ostrów Wlkp.    | 24   | Tomasz Jędrzejak Karol Malecha Michał Szczepaniak      | 15 (3,3,2,2,3,2) 9 (2,1,3,0,2,1) ns             |
| srebro  | Pergo Gorzów Wlkp.    | 23   | Rafał Okoniewski Krzysztof Cegielski Tomasz Cieślewicz | 6 (3,0,–,3,–,0) 8 (2,2,2,–,2,–) 9 (–,–,3,1,3,2) |
| brąz    | Trilux Start Gniezno  | 21   | Mariusz Lisiak Bartłomiej Bardecki Dawid Cieślewicz    | 12 (3,3,2,3,1,d) 9 (2,1,3,2,0,1) ns             |
| 4       | Atlas Wrocław         | 20   | Mariusz Węgrzyk Andrzej Zieja Piotr Świderski          | 12 (d,3,3,u,3,3) 8 (1,1,2,1,2,1) ns             |
| 5       | Kker Stal Rzeszów     | 18   | Tomasz Rempała Karol Baran Maciej Pietraszek           | 13 (3,2,1,3,1,3) 5 (2,0,0,1,0,2) ns             |
| 6       | Lotos Wybrzeże Gdańsk | 14   | Paweł Duszyński Paweł Stormowski Bartłomiej Żebrowski  | 9 (d,2,1,d,3,3) 5 (1,0,0,2,2,0) ns              |
| 7       | Unia Tarnów           | 7    | Paweł Szczęch Krzysztof Mikuta Tomasz Budzik           | 4 (1,1,1,–,1,–) 1 (0,0,–,1,0,0) 2 (–,–,1,0,–,1) |